# Winthrop Palmer
Winthrop Hale „Ding“ Palmer junior (* 5. Dezember 1906 in Summit, New Jersey; † 4. Februar 1970 in Madison, Connecticut) war ein US-amerikanischer Eishockeyspieler.  

## Karriere
Winthrop Palmer besuchte die Yale University, für deren Eishockeymannschaft er von 1927 bis 1930 aktiv war. Anschließend spielte er Amateur-Eishockey für den St. Nicholas Hockey Club. Er ließ sich nach seiner Eishockeykarriere in Connecticut nieder und arbeitete als Börsenmakler. Im Jahr 1973 wurde er postum mit der Aufnahme in die United States Hockey Hall of Fame geehrt.

### International
Für die USA nahm Palmer an den Olympischen Winterspielen 1932 in Lake Placid teil, bei denen er mit seiner Mannschaft die Silbermedaille gewann. Bei der Weltmeisterschaft 1933 gewann er mit den USA die Goldmedaille.   

## Erfolge und Auszeichnungen
- 1932 Silbermedaille bei den Olympischen Winterspielen
- 1933 Goldmedaille bei der Weltmeisterschaft
- 1973 Aufnahme in die United States Hockey Hall of Fame